# Пинск
Пинск (блр. Пінск, рус. Пинск) град у јужном делу Републике Белорусије, смешрен на ушћу реке Пине у Припјат. Административни је центар Пинског рејона Брестске области (иако као град обласне субординације није део рејона). 
Према процени из 2013. у граду је живело 135.908 становника.

## Географија
Град Пинск је смештен у централном делу регије Полесје, на крајњем југу Републике Белорусије и Брестске области, недалеко од међудржавне границе са Републиком Украјином. Лежи на месту где се река Пина (по којој је град и добио име) улива у реку Припјат, у зони Пинских мочвара (познате и као Припјатске мочваре) које се протежу дуж обе обале реке (површине око 100.000 км²). Од административног центра области Бреста удаљен је 184 км источно, односно 300 км југозападно од главног града земље Минска. 
Рељеф на месту где град лежи је доста раван и благо нагет ка Припјату, са просечном надморском висином од 143 метра. 
Клима у граду и околини је умереноконтинентална са благим али снежним зимама и умереним летима. Јануарски просек температура ваздуха је -3,4°C, јулски око 19,1°C. Просечна годишња сума падавина је око 600 мм. 

## Демографија
Према процени, у граду је 2013. живело 135.908 становника.
| 1979.  | 1989.   | 1999.   | 2009.   | 2012.   |
| ------ | ------- | ------- | ------- | ------- |
| 89.847 | 118.636 | 118.636 | 130.355 | 134.230 |

## Партнерски градови
- Алтена
- Таганрог